# Benthofascis conorbioides
Benthofascis conorbioides is een slakkensoort uit de familie van de Conorbidae. De wetenschappelijke naam van de soort is voor het eerst geldig gepubliceerd in 2011 door Tucker, Tenorio & Stahlschmidt.